# Eleccions regionals de Friül-Venècia Júlia de 1978
Les eleccions per a renova el consell regional del Friül – Venècia Júlia se celebraren el 25 de juny de 1978. La participació fou del 90,5%.
| ← Eleccions regionals de Friül-Venècia Júlia, 1978 → |      |        |        |
| Partits                                              | vots | (%)    | escons |
| Democràcia Cristiana Italiana (DC)                   |      | 39,6%  | 26     |
| Partit Comunista Italià (PCI)                        |      | 21,8%  | 14     |
| Partit Socialista Italià (PSI)                       |      | 9,5%   | 5      |
| Llista per Trieste (LpT)                             |      | 6,5%   | 4      |
| Partit Socialista Democràtic Italià (PSDI)           |      | 5,0%   | 3      |
| Moviment Social Italià-Dreta Nacional (MSI-DN)       |      | 4,2%   | 2      |
| Moviment Friül (MF)                                  |      | 4,6%   | 2      |
| Partit Liberal Italià (PLI)                          |      | 1,3%   | 1      |
| Democràcia Proletària (DP)                           |      | 1,3%   | 2      |
| Partit Republicà Italià (PRI)                        |      | 2,3%   | 1      |
| Slovenska Skupnost - Unione Slovena (SSK-US)         |      | 1,1%   | 1      |
| Partit Radical Italià (PR)                           |      | 0,4%   | -      |
| altres                                               |      | 0,5%   | -      |
| Total                                                |      | 100,00 | 60     |